# Linné-Park

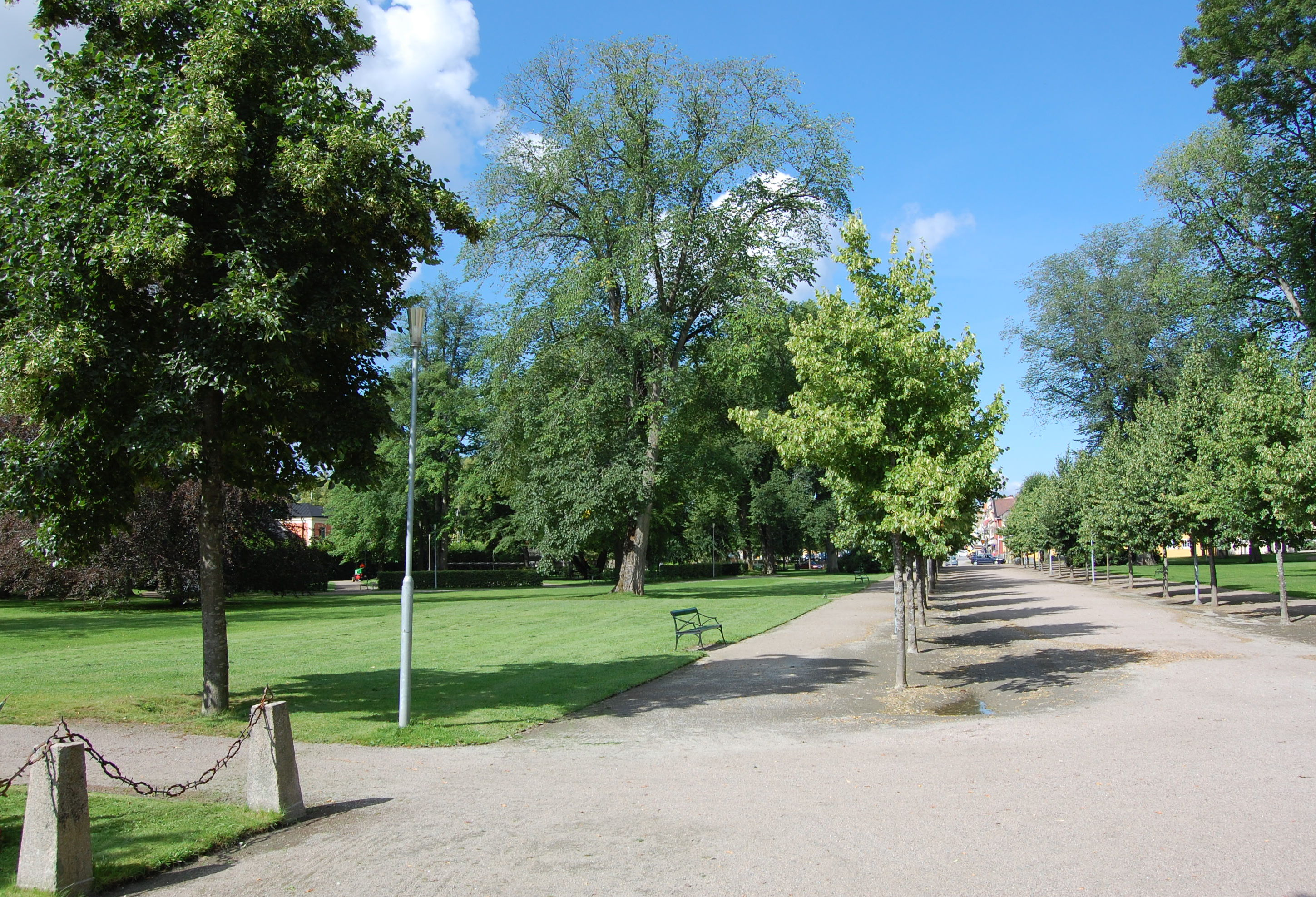
Weg durch den Linné-Park

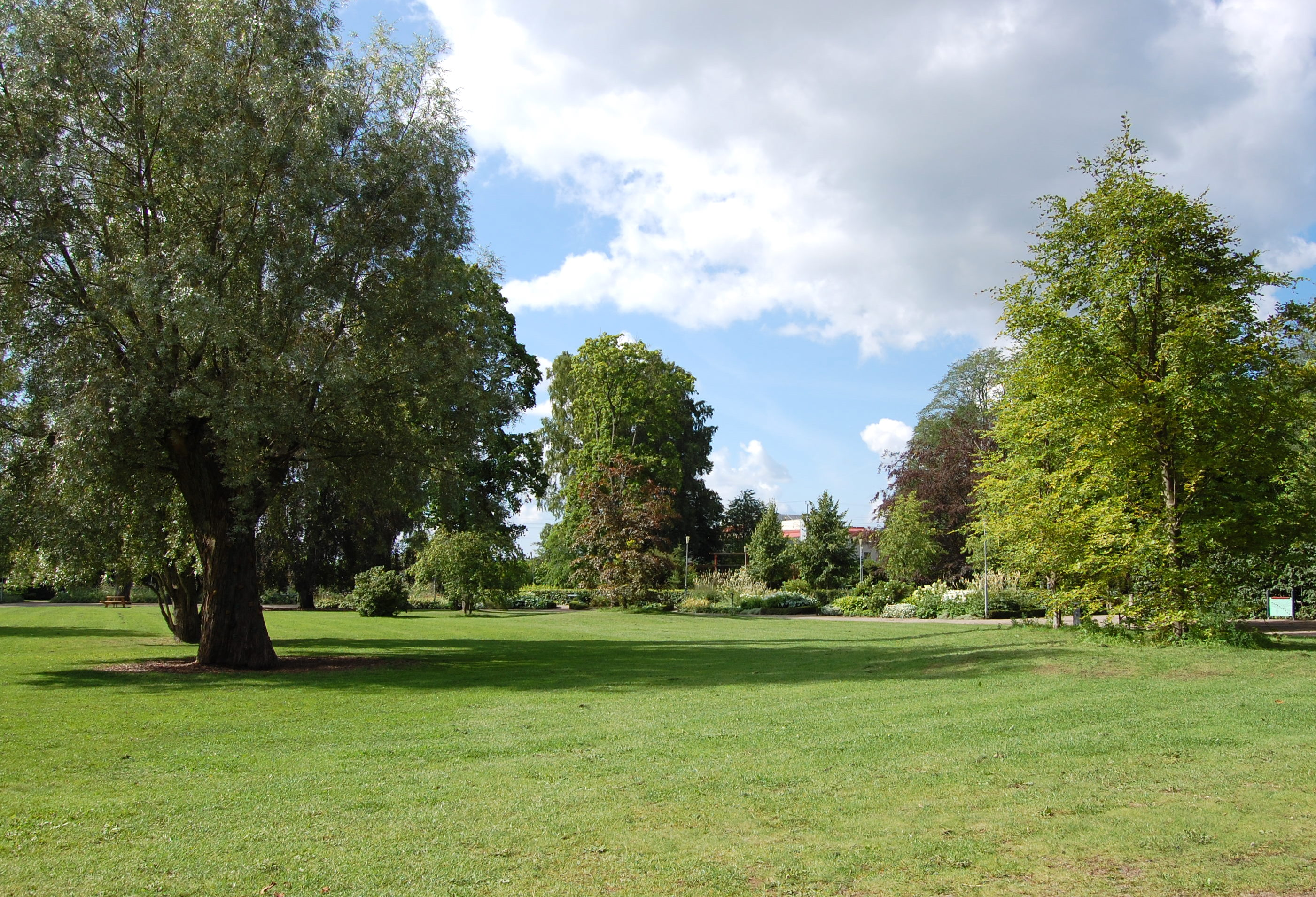

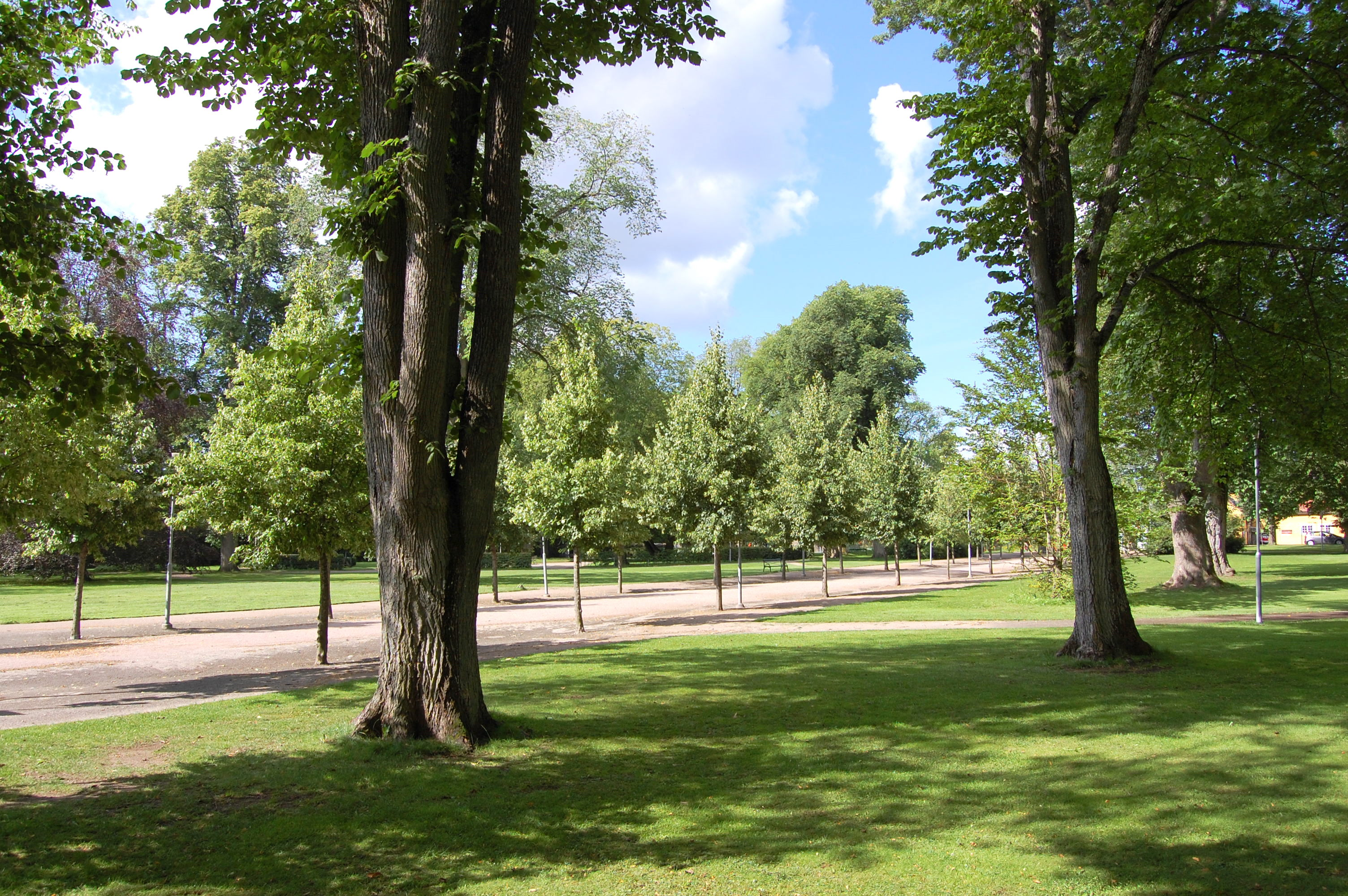

Der Linné-Park (schwedisch: Linnéparken) ist eine Parkanlage in der schwedischen Stadt Växjö.
Der Park befindet sich im Umfeld des Doms zu Växjö und erstreckt sich überwiegend südlich und östlich der Kirche. Südlich an den Park schließt sich der See Växjösjön an. Benannt wurde der Park nach dem schwedischen Biologen Carl von Linné, dem Begründer der modernen Taxonomie. Linné hatte unweit des Parkgeländes Anfang des 18. Jahrhunderts die Schule besucht. Thematisch befasst sich der Park mit dem von Linné entwickelten Sexualsystem der Pflanzen.
In den 1950er Jahren wurde im östlichen Teil des Parks ein Spielplatz angelegt.
Auf dem Gelände des Parks stehen 44 verschiedene Baumarten bzw. -unterarten, so die Amerikanische Gleditschie, Amur-Kirsche, Bergahorn, Berg-Kirsche, Bergulme, Blutbuche, Butternuss, Drummonds Spitzahorn, Einblatt-Esche, Ermans Birke, Farnblättrige Buche, Gelbe Rosskastanie, Gemeine Esche, Gewöhnliche Rosskastanie, Ginkgo, Hainbuche, Hänge-Birke, Hänge-Buche, Holländische Linde, Japanischer Kuchenbaum, Juglans mandshurica, Kaukasische Flügelnuss, Mahagoni-Kirsche, Papier-Birke, Prunus Accolade, Prunus yedoensis, Pyramiden-Eiche, Salix x elegantissima, Schmalblättrige Esche, Schwarz-Erle, Silber-Ahorn, Silber-Weide, Sommer-Linde, Spitzahorn, Stieleiche, Taschentuchbaum, Tilia europaea Königslinde, Tulpenbaum, Ulmus glabra Camperdownii, Ulmus glabra Exoniensis, Ulmus glabra Horizontalis, Urweltmammutbaum, Vogelbeere und Weiß-Esche.